# 안토니오 2세 아차이올리

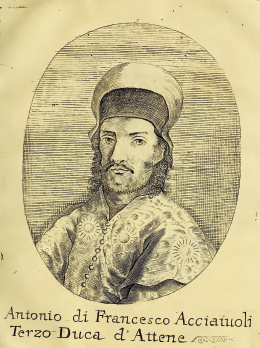
안토니오 2세 아차이올리

안토니오 2세 아차이올리(Antonio II Acciaioli)는 1439년부터 1445년까지의 아테네 공작이다.
그는 프란체스코(Francesco)와 마르가레타 말필리(Margareta Malpigli)의 아들로 태어나 1413년까지 피렌체에서 자라다, 그의 작은 아버지 안토니오 1세가 그와 그의 형제 네리오 2세를 그리스에 있는 그의 궁전에 불러 살게 하였다. 작은 아버지가 1435년 1월에 사망하자, 그는 미망인 마리아 멜리세네의 섭정 하에 네리오가 있던 공국을 떠난다. 하지만 안토니오는 1439년 1월에 네리오를 아테네에서 추방시키게 한다. 안토니오는 정력적으로 통치하나 잠깐뿐이였고 1445년에 사망하고, 폐위시킨 그의 형제에게 왕위가 돌아갔다.

## 참고
1. ↑  라오니코스 칼코콘딜레스와 야코포 가디. 야코포가 짧은 시를 썼다:
Nobile par fratrum, Graecos Dux rexit uterque
Non simul, alterno tempore sceptra ferens.
Gesserat haec Nerius, quo pulso Antonius ardens
Rursus at extincto fratre gerit Nerius.
Nimium Pollux et Castor in urbe fuissent,
Si fratrum illis gratia sanctus amor.